# Robert Lecourt
Robert Lecourt est un homme politique français, né le 19 septembre 1908 à Pavilly (Seine-Inférieure, auj. Maritime) et mort le 9 août 2004 à Boulogne-Billancourt.

## Biographie
Après des études au collège Jean-Baptiste-de-La-Salle de Rouen, il étudie le droit à l'Université de Rouen et devient avocat à Rouen puis à la Cour d’appel de Paris en 1932.
Il est président de la Jeunesse du Parti démocrate populaire en 1936. Lieutenant au fort de Saint-Cyr en 1939, il participe ensuite activement à la Résistance. Il est membre du comité directeur du mouvement Résistance.
Membre des deux Assemblées nationales constituantes, il est ensuite élu député MRP de la Seine, mandat qu’il conserve pendant les trois législatures de la IVe République. Il a présidé le groupe MRP de l’Assemblée nationale. En 1958, il est élu député dans la première circonscription des Hautes-Alpes.
Il est aussi membre de l'Amicale du MRP jusqu'à son décès.

## Fonctions gouvernementales
- Ministre de la Justice du gouvernement André Marie (du 26 juillet au 5 septembre 1947)
- Ministre de la Justice du gouvernement Robert Schuman (2) (du 5 au 11 septembre 1948)
- Vice-président du conseil, Ministre de la Justice du gouvernement Henri Queuille (1) (du 13 février 1949 au 28 octobre 1949)
- Ministre de la Justice du gouvernement Félix Gaillard (du 6 novembre 1957 au 14 mai 1958)
- Ministre de la Justice du gouvernement Pierre Pflimlin (du 14 mai au 1er juin 1958) 
Avec l'attribution particulière de la réforme constitutionnelle.
- Ministre d'État du gouvernement Michel Debré (du 8 janvier au 27 mars 1959)
- Ministre d'État, chargé de la Coopération avec les États africains et malgache du gouvernement Michel Debré (du 27 mars 1959 au 5 février 1960)
- Ministre d'État, chargé du Sahara, des Départements et Territoires d’Outre-Mer du gouvernement Michel Debré (du 5 février 1960 au 24 août 1961)

## Autres fonctions judiciaires
En 1962, il est nommé juge à la Cour de justice des Communautés européennes à Luxembourg, juridiction qu’il préside de 1967 à 1976. Pendant les quatorze années qu’il passe à la Cour de justice des Communautés européennes, Robert Lecourt joue un rôle décisif dans l’interprétation audacieuse des traités européens dont cette institution fait preuve. En 1964, il est juge rapporteur dans l’affaire Costa vs ENEL, dans laquelle la Cour affirme pour la première fois que le droit européen prime sur les droits nationaux. Lecourt est intimement convaincu que le droit européen doit l’emporter sur les législations nationales et souligne le besoin d’unification des lois des pays européens dans de nombreux écrits. Lorsqu’il accède à la présidence de la Cour en 1967, il cherche activement à promouvoir la collaboration entre les juges européens et les juges nationaux.
Trois ans après son départ de la Cour de Justice (4 septembre 1979), il remplace Paul Coste-Floret, décédé, au Conseil constitutionnel et y siège jusqu'au 1er mars 1989.

## Publications
On lui doit diverses publications juridiques :
- La Réintégrande et les Actions possessoires, 1931
- Manuel de la responsabilité des architectes et entrepreneurs, Paris, Dunod, 1936
- Le Juge devant le Marché commun, Genève, 1970, 69 p.
- L'Europe des juges, Bruxelles, E. Bruylant, 1976, 321 p.
- Entre l’Église et l’État. Concorde sans concordat (1952-1957), Paris, Hachette, 1978, 187 p.

## Décorations
- Commandeur de la Légion d'honneur
- Croix de guerre 1939-1945
- Médaille de la Résistance française avec rosette par décret du 25 avril 1946[3]
- Commandeur de l'ordre du Mérite saharien, de droit en tant que ministre du Sahara[4]